# Trifluoruro di bromo
Il trifluoruro di bromo, o fluoruro di bromo(III), è il composto inorganico interalogenico del bromo trivalente con il fluoro, avente formula molecolare BrF3. È stato ottenuto per la prima volta nel 1906 dal chimico francese Paul Lebeau.
In condizioni normali è un liquido moderatamente volatile, incolore se puro, ma spesso di colore giallo paglierino, che fuma all'aria e dall'odore pungente. Ha forti proprietà fluoruranti, anche se meno di ClF3. Viene usato per produrre esafluoruro di uranio, UF6, nella lavorazione e riprocessamento dei combustibili nucleari. BrF3 è un composto pericoloso, tossico e corrosivo, che esplode a contatto con acqua o composti organici.

## Proprietà e struttura
Il trifluoruro di bromo è un composto termodinamicamente molto stabile, la sua formazione dagli elementi è parecchio esotermica: ΔHƒ° = -256 kJ/mol.
BrF3  è un composto molecolare, liquido a temperatura ambiente; la sua molecola ha forma a T, con simmetria C2v, analogamente alle specie ClF3 (gassoso) e IF3 (solido instabile). La molecola è polare, il suo momento di dipolo è μ = 1,00 D.
Da un'indagine di spettroscopia rotazionale nella regione delle microonde è stato possibile ricavare la geometria molecolare di BrF3, con lunghezze ed angoli di legame. L'atomo di bromo è al centro di una bipiramide trigonale distorta in cui due atomi di fluoro (Fax) occupano i due vertici assiali, mentre uno dei tre vertici equatoriali è occupato dal terzo fluoro (Feq) e gli altri due vertici equatoriali ospitano preferenzialmente le due coppie solitarie, come previsto dal modello VSEPR.
La distanza tra l'atomo di bromo e gli atomi di fluoro assiali è di 181,0 pm, mentre il fluoro equatoriale dista meno, 172,1 pm. Per confronto, il legame Br-F nel monofluoruro di bromo è intermedio, pari a 175,9 pm. L'angolo che si osserva sull'atomo di bromo tra Fax e Feq è di 86,2°, un po' minore dei 90° teorici per una bipiramide trigonale indistorta; questo avviene a causa della maggiore repulsione esercitata dalle due coppie non condivise sulle coppie di legame, come previsto dal modello VSEPR.
La struttura è in accordo con un'ibridazione sp3d dell'atomo di bromo, con cinque orbitali ibridi diretti ai vertici di una bipiramide trigonale in cui si sistemano le tre coppie di legame e le due coppie solitarie.

## Sintesi
BrF3 fu descritto per la prima volta nel 1906 da Paul Lebeau, che lo ottenne facendo reagire bromo e fluoro a 20 °C:
{\displaystyle {\ce {Br2 + 3F2 -> 2BrF3}}}
BrF3 si può ottenere anche per disproporzione di BrF:
{\displaystyle {\ce {3BrF -> BrF3 + Br2}}}

## Reattività
BrF3 è un agente fluorurante energico, anche se meno forte di ClF3. Allo stato liquido BrF3 è un solvente aprotico ionizzante e può essere usato per preparare fluoruri binari a partire da metalli e ossidi. Ad esempio:
{\displaystyle {\ce {B2O3 + 2BrF3 -> 2BF3 + Br2 + 3/2 O2}}}
Il liquido conduce elettricità, dato che dà autoionizzazione:
{\displaystyle {\ce {2BrF3 <=> [BrF2](solv)+ + [BrF4](solv)-}}}
I due ioni [BrF2]+ e [BrF4]– sono presenti nel solvente puro solo in piccola quantità (circa 0,09 M), dato il valore della costante di autoionizzazione (8,0 x 10–3 a 8 °C).
Sali contenenti gli ioni [BrF2]+ e [BrF4]– si possono ottenere per reazione con altri fluoruri. Con fluoruri ionici BrF3 agisce come acido di Lewis. Ad esempio con KF:
{\displaystyle {\ce {KF + BrF3 -> K+ + [BrF4]-}}}
Con fluoruri molecolari accettori di ioni F– più forti di BrF3 si ha invece la formazione di sali contenenti [BrF2]+. Ad esempio:
{\displaystyle {\ce {SbF5 + BrF3 -> [BrF2]+ + [SbF6]-}}}

## Sicurezza
BrF3 è un composto molto reattivo e pericoloso. Esplode a contatto con acqua o composti organici. Provoca ustioni alla pelle, agli occhi e all'apparato respiratorio.